# 星光大道 (香港)

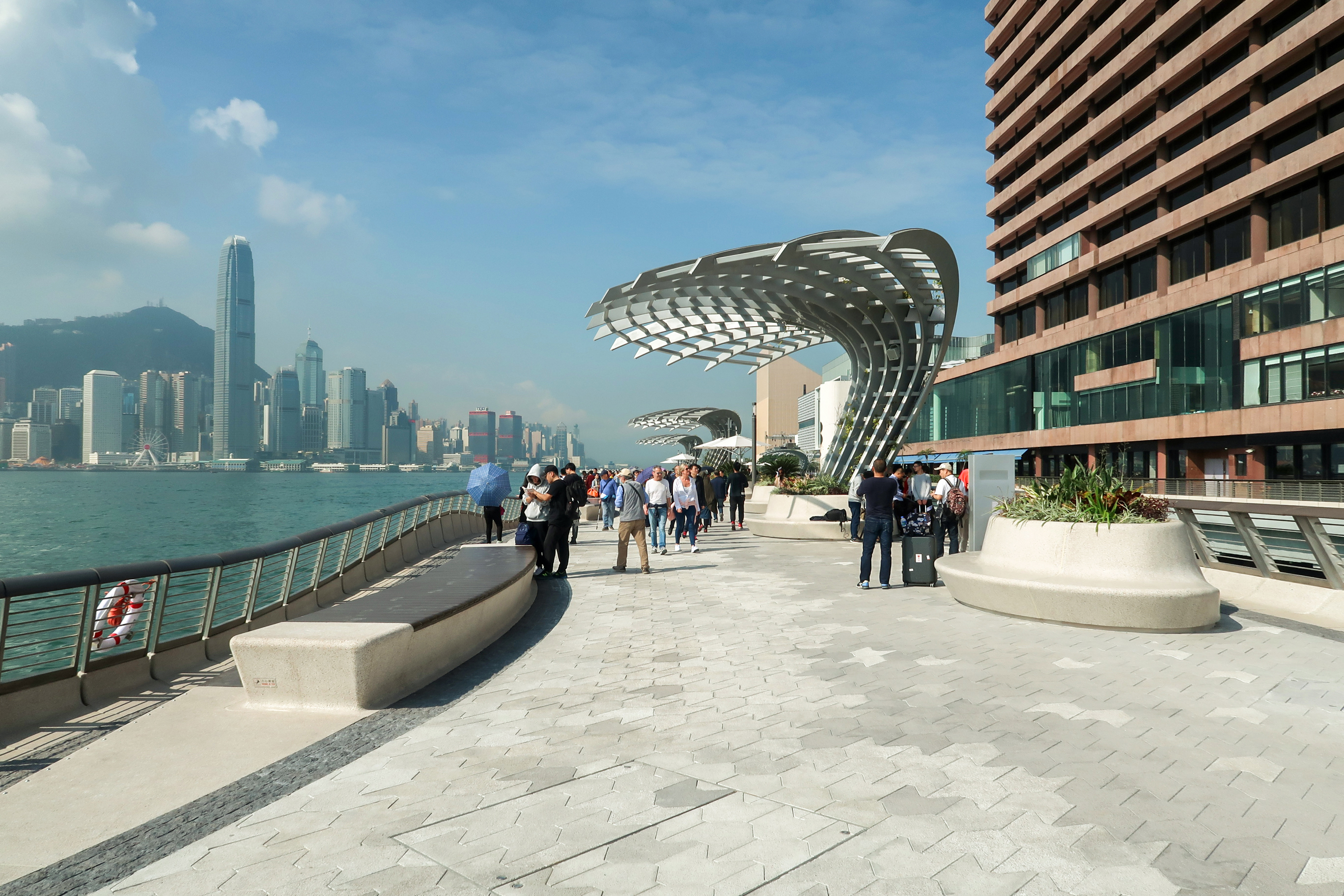
完成約3年的維修及翻新工程後的星光大道加設多個座位區，圖為扇形鏤空涼亭，可種上攀藤綠色植物

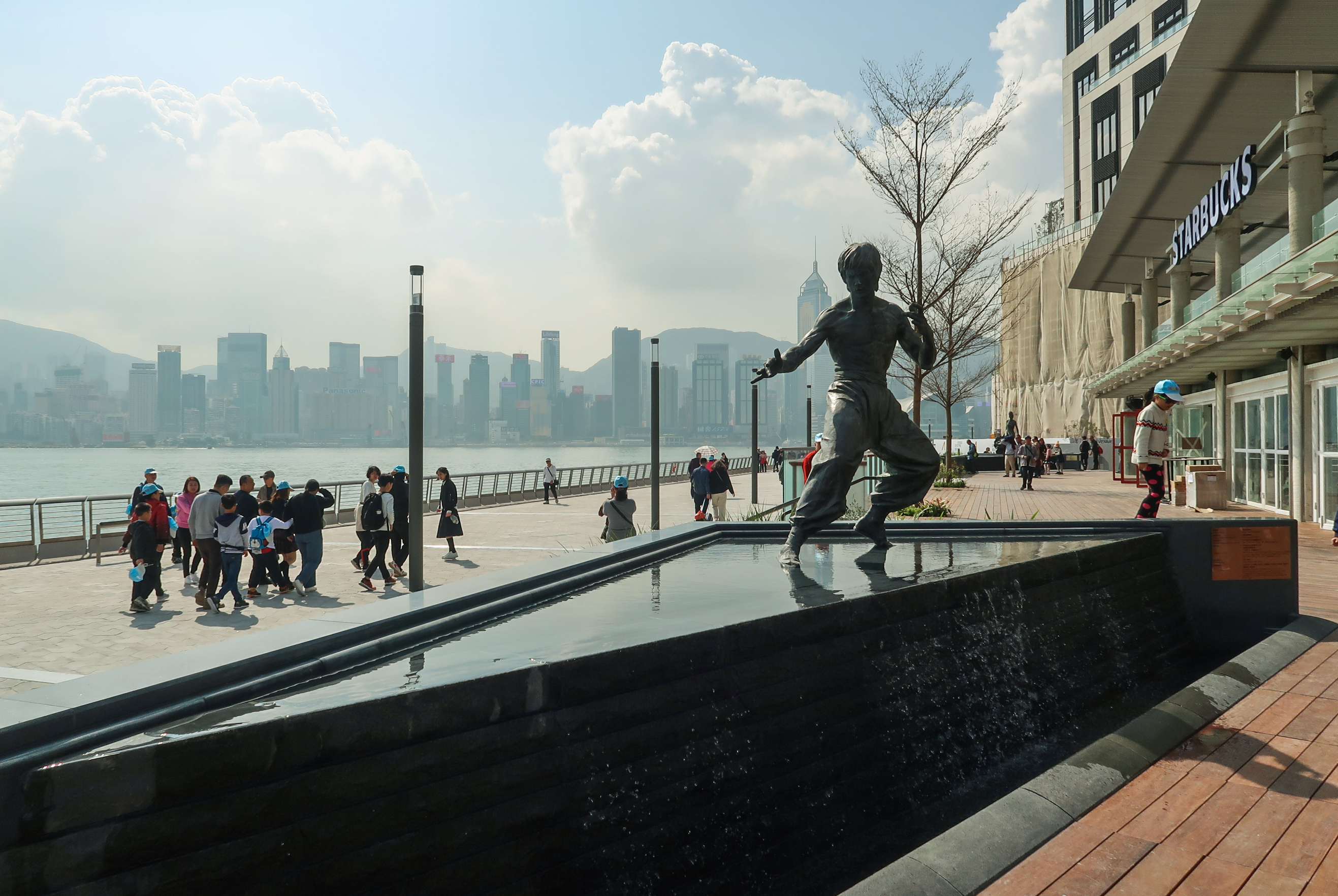
李小龍銅像以流水階梯底座襯托

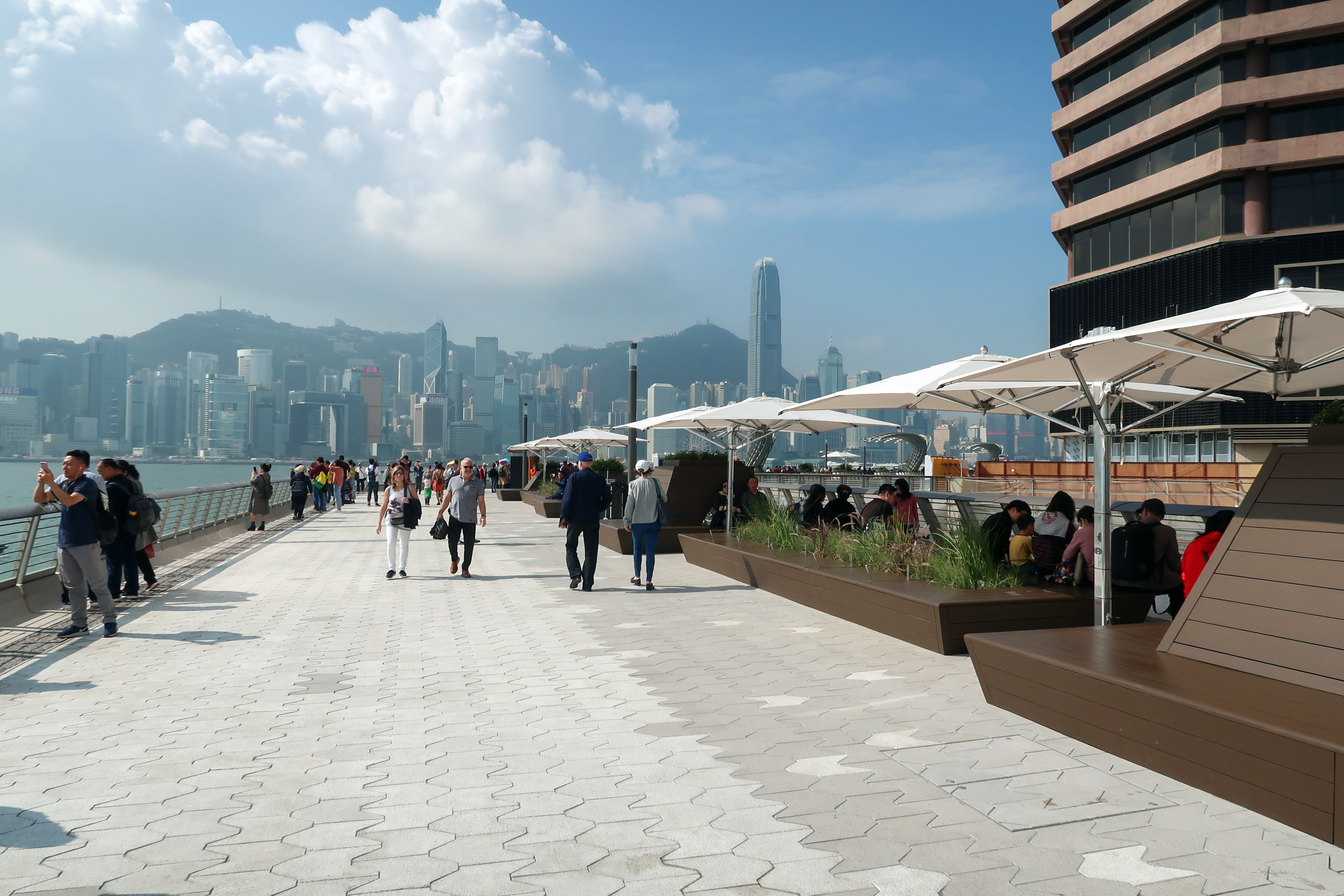
翻新後星光大道行人道加闊近1.2米

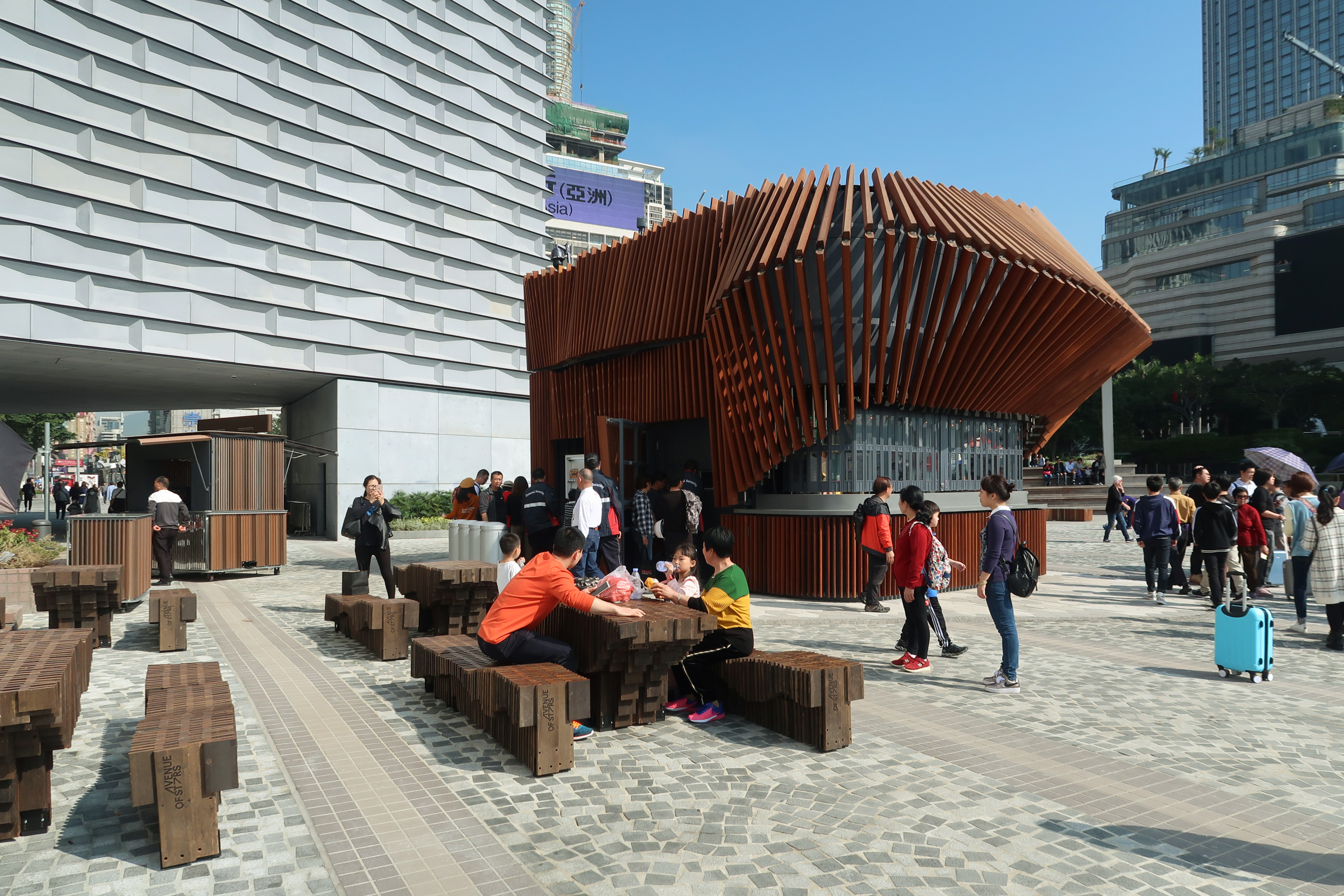
位於星光大道入口變形美食亭「海邊檔」由LAAB設計，是全港首個應用機器設計的公共建築物

星光大道（Avenue of Stars）位於九龍尖沙咀東部的尖沙咀海濱花園，於2003年5月23日由新世界發展有限公司宣佈贊助四千萬港元，由旅遊事務署、香港旅遊發展局、康樂及文化事務署及香港電影金像獎協會支持及全面性建設。星光大道於2004年4月27日舉行開幕典禮，於翌日開幕予公眾，由香港政府部門管理。2015年10月8日起，星光大道需封閉至2018年年底以進行翻新工程，由美國園景建築事務所James Corner Field Operations（「JCFO」）、英國燈光設計事務所 Speirs & Major（S+M）和本地設計團隊LAAB共同參與重新設計。後來因為工程問題，由本來的2018年年底延長至在2019年1月31日正式向公眾開放。                
星光大道是為了表揚香港電影業界的傑出人士的特色景點，仿傚美國大道建造，傑出電影工作者的芳名與掌印均鑲嵌在經過特別製作的紀念牌匾上，依據年代及次排列在星光大道上。目前，星光大道可以容納1000塊紀念牌匾。

## 歷史
星光大道路段經歷三個重大階段，由第一階段九廣鐵路的其中一段路軌於1982年改成海濱長廊，成為第二階段轉變。當時，遊人幾乎都是為求觀賞燈飾的本地人。2003年，該路段被物色及發展為星光大道，由新世界發展有限公司於同年5月23日宣佈贊助4千萬港元興建；此為第三階段。2004年4月27日，有關單位舉行星光大道開幕典禮，由時任財政司司長唐英年、經濟發展及勞工局局長葉澍堃、民政事務局局長何志平、香港旅遊發展局主席周梁淑怡、新世界集團主席鄭裕彤及香港電影金像獎協會主席文雋擔任主禮嘉賓，並且主持亮燈儀式。翌日，星光大道開放予公眾參觀。
2013年，康樂及文化事務署落實執行梳士巴利花園、香港文化中心、香港太空館及香港藝術館的改善及重建計劃，加上新世界發展有限公司正在重新發展新世界中心，藉乘契機，新世界發展有限公司於同年3月向香港政府提出改善香港星光大道的建議。建議計劃重新塑造尖沙咀海濱花園，配合海港主題，將星光大道呈波浪狀向維多利亞港海面伸展，擴闊現有的星光大道，騰出的空間將會興建梯級狀的臨海座椅、供予公眾休憩的特色蔭棚、音樂噴泉（配合幻彩詠香江）及表演浮台等，以舉辦露天大型表演活動，以增加星光大道的吸引力。於海濱長廊上，亦會建設水上的士碼頭，以配合計劃於日後推出的維港一日遊。
2015年10月8日起，星光大道需暫停開放3年以進行維修及改善工程，而施工期間放置在星光大道上的銅像及部份明星手印會遷至尖沙咀東海濱平台花園的星光花園。
2019年1月31日，第一次翻新後的星光大道正式向公眾重新開放，但開放初期不接受表演申請。
2023年8月25日，康文署邀請非牟利機構提交建議書，在未來15年承接管理星光大道，當中包括將目前由康文署管理的梳士巴利花園交由非牟利機構負責。文件亦訂明日後營運者需維持休憩空間對公眾免費開放、自負盈虧、並加入維護國家安全條款，如合理相信招標者從事的行為有可能危害國安，可取消資格。

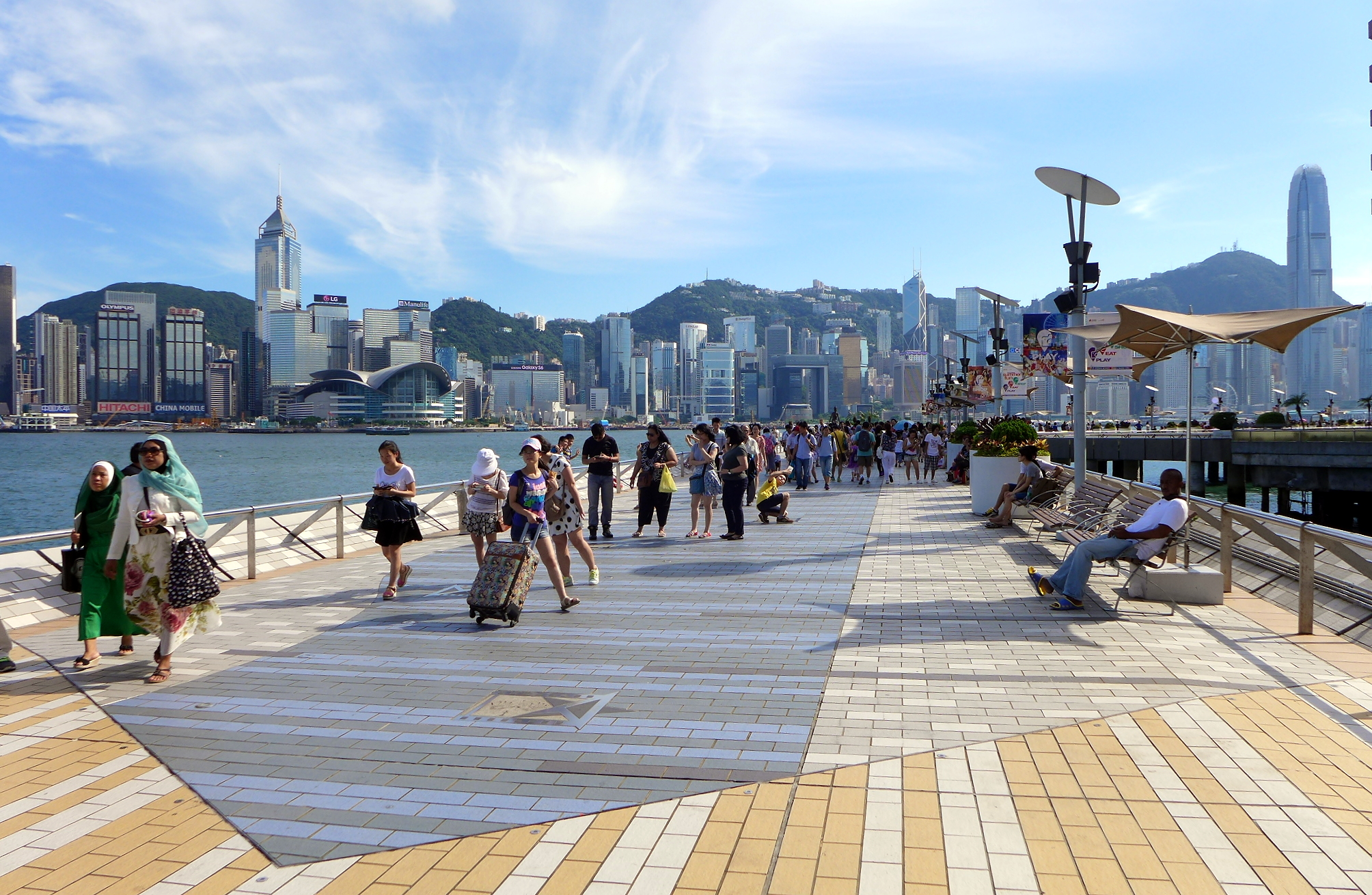
香港星光大道（2015年）
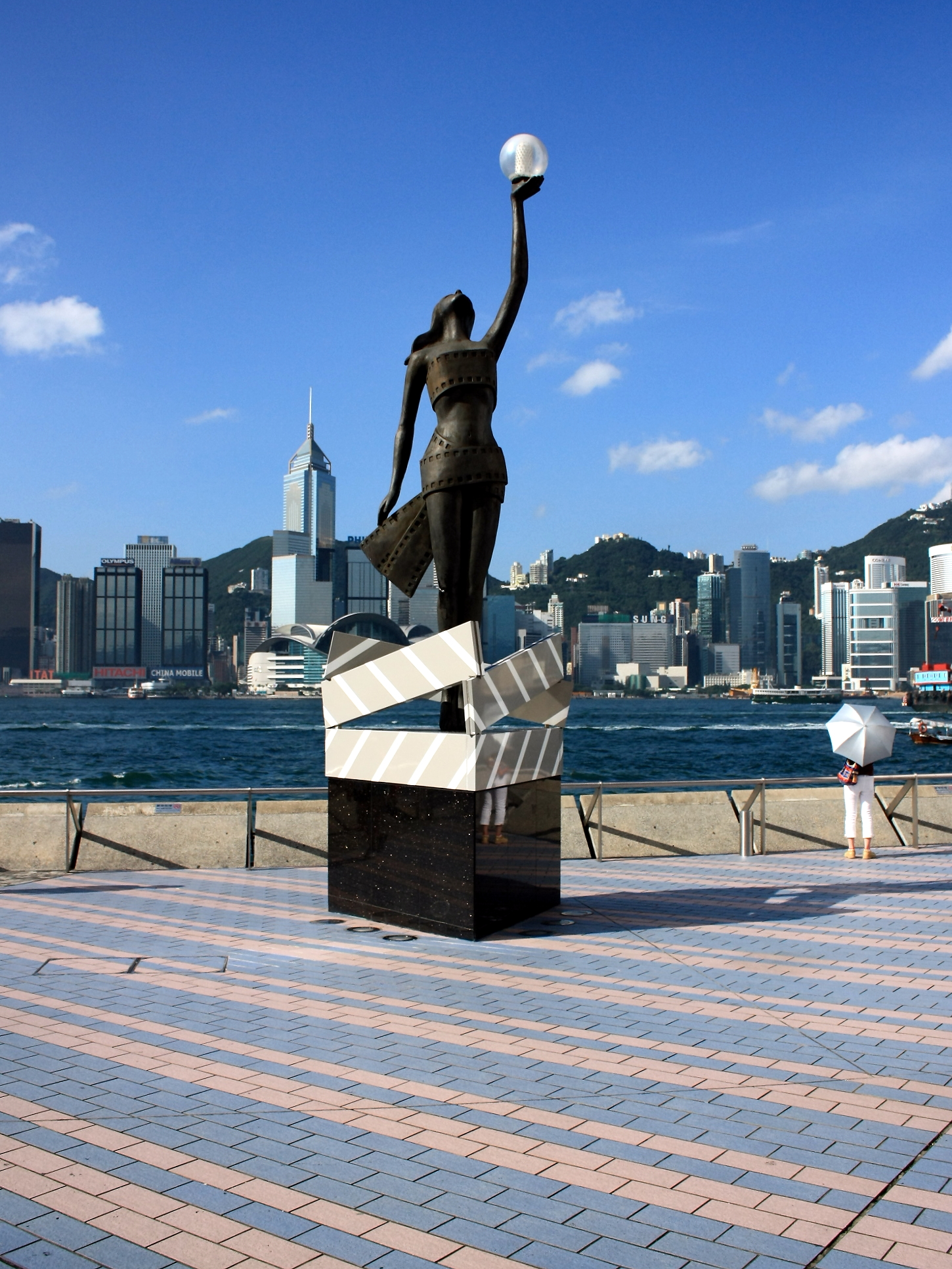
香港星光大道入口設置的香港電影金像獎巨型銅像（2009年）
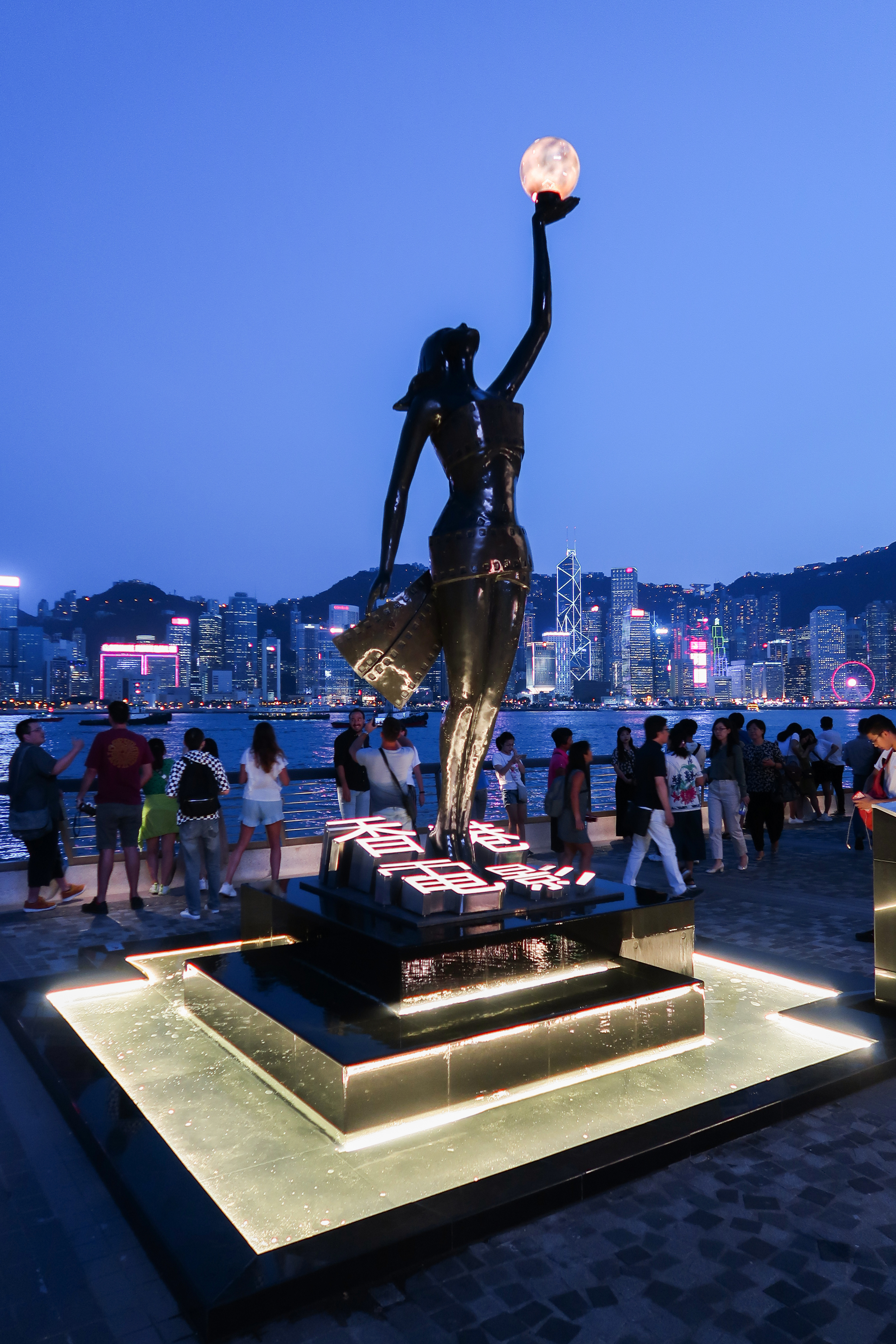
翻新後的巨型銅像，下方設水景裝置（2019年）
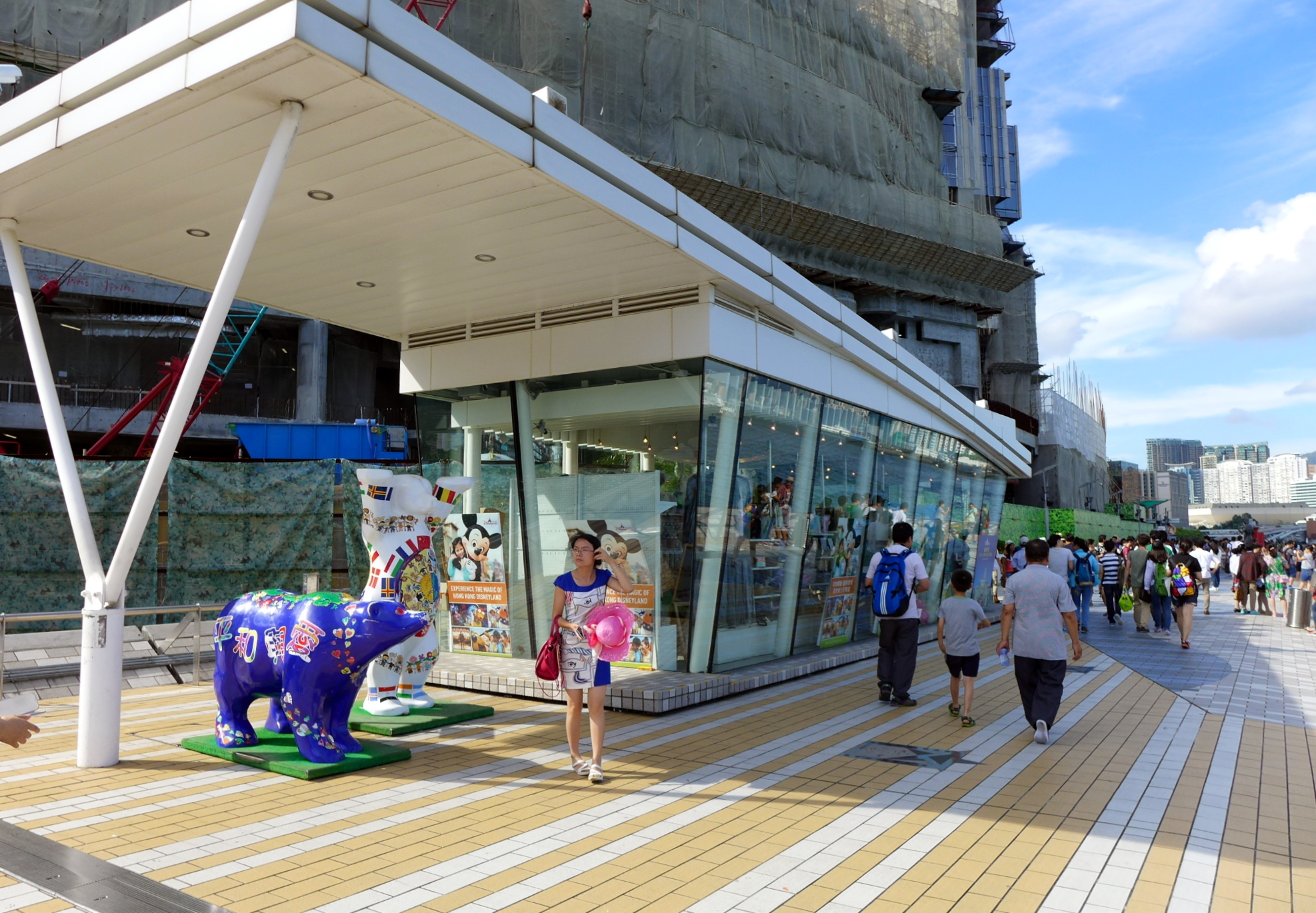
翻新前的香港星光大道紀念品店（2015年）
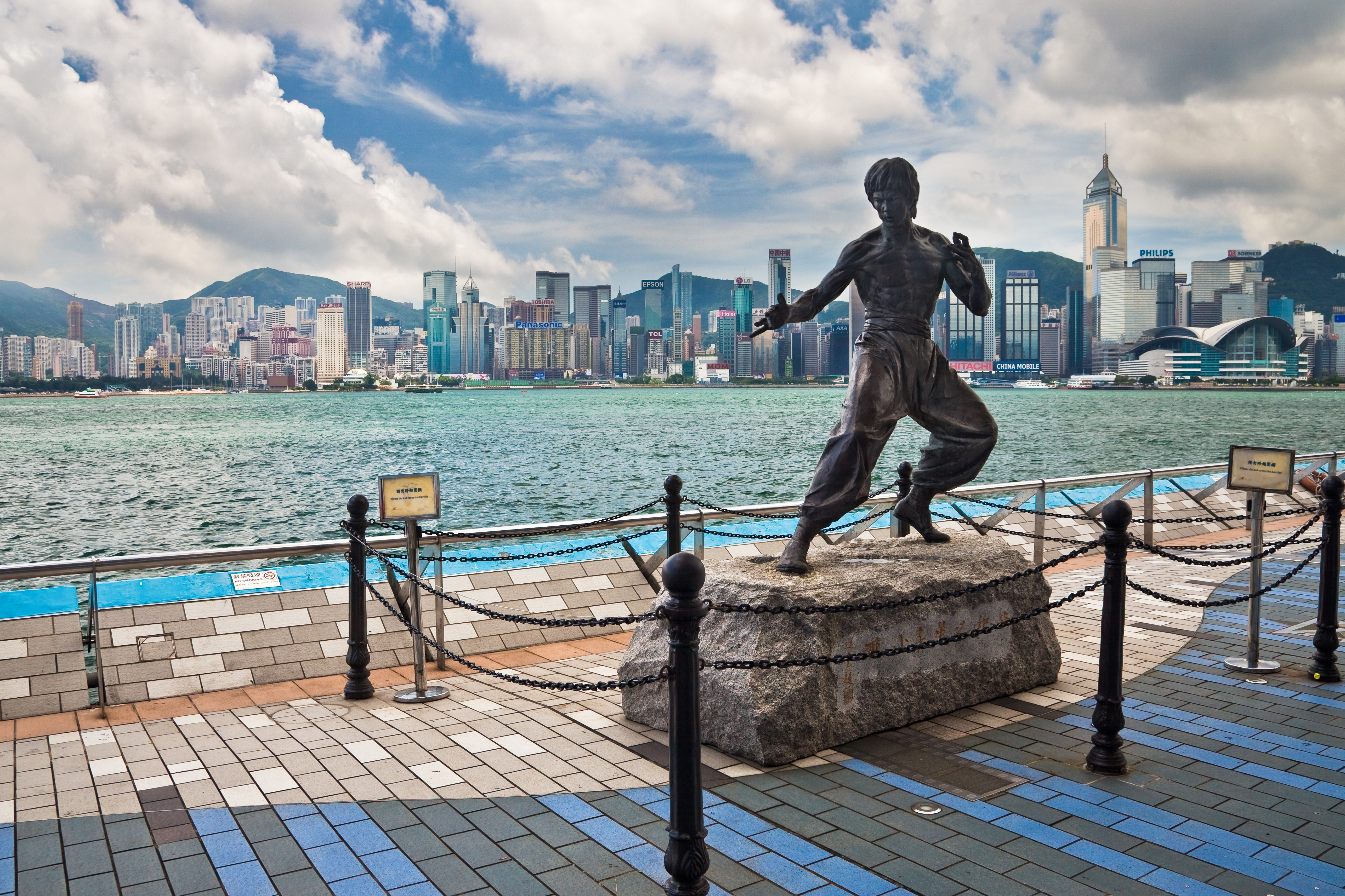
翻新前的李小龍塑像
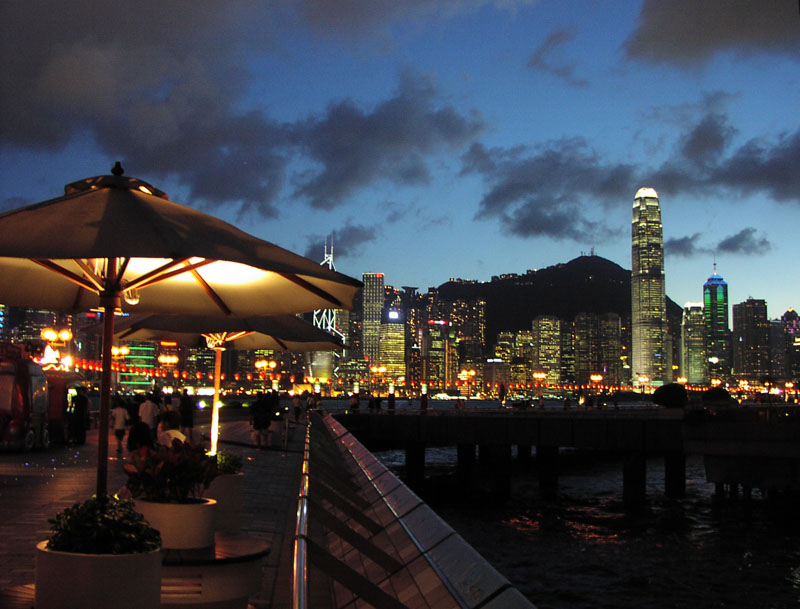
沿星光大道可欣賞維多利亞港景色

## 資格評審
首批73名獲表揚的電影工作者，由香港電影金像獎協會及其9個屬會，聯同《電影雙周刊》以投票方式選出，並且得到星光大道管理委員會的認可。該會將每年選出新增獲嘉許名單，有關提名及投票有3項準則：
1. 在香港電影業具頂尖地位；
2. 曾為香港電影業作出重大貢獻；
3. 業內備受推崇及資深的人士。

## 藝人手印(各傑出藝人的手掌印記)
星光大道於最初設立時，掌印版直接刻入地面。星光大道翻新時，手印被移到鄰近的星光花園擺放。到2019年翻新後，掌印由地面移至海旁欄杆，同時加入數碼元素，遊人用手機掃瞄QR code，便可觀看與該明星有關的電影短片。
未有留有手印的藝人，介紹版面會以星星拼砌成其樣貌，以取代手印。

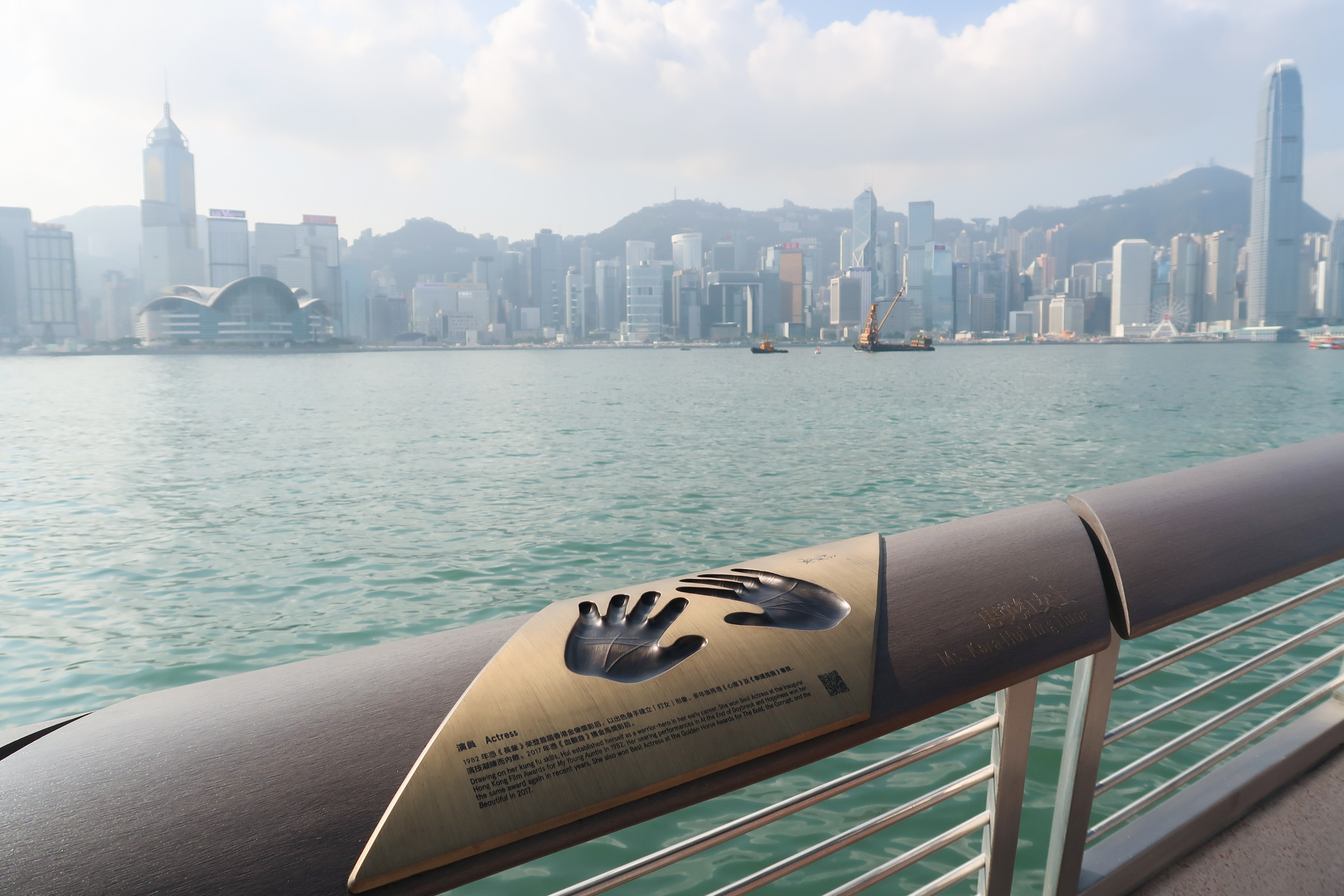
翻新後新掌印由地面移至海旁欄杆扶手，方便遊人拍照。圖為惠英紅掌印

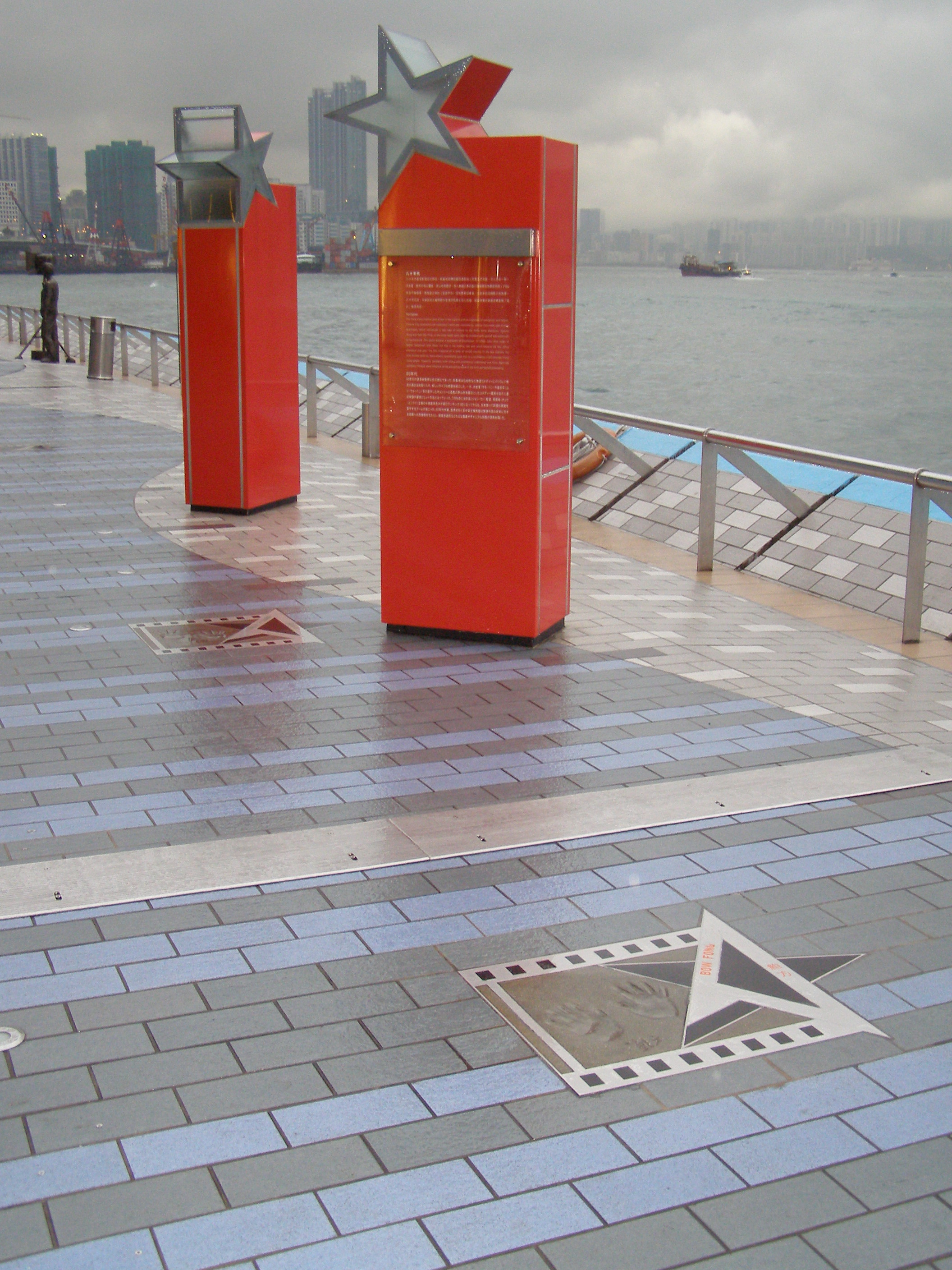
介紹不同時期香港電影的展板，前面為鮑方的手印及簽名

★=已故藝人

### 首批獲嘉許藝人
| 編號 | 名字     | 生卒       | 描述                 | 奖项 | 牌匾                          | 牌匾照片 |
| ---- | -------- | ---------- | -------------------- | --- | ----------------------------- | -------- |
| 1    | 黎民偉   | 1893－1953 | 監製                 | 香港電影金像獎致敬                                                                                             | ★                             |          |
| 2    | 林楚楚   | 1905－1979 | 演員                 | | ★                             |          |
| 3    | 胡蝶     | 1908－1989 | 演員                 | | ★                             |          |
| 4    | 邵逸夫   | 1907－2014 | 電影企業家           | 香港電影金像獎終身成就獎、香港電影金像獎世紀影壇成就大獎                                                       | 在世時嘉許 但生前未有留下手印 |          |
| 5    | 黃曼梨   | 1913－1998 | 演員                 | 香港電影金像獎終身成就獎                                                                                       | ★                             |          |
| 6    | 朱石麟   | 1899－1967 | 導演                 | | ★                             |          |
| 7    | 曹達華   | 1915－2007 | 演員                 | 香港電影金像獎專業精神獎                                                                                       | 手印                          |          |
| 8    | 盧敦     | 1911－2000 | 演員、導演           | | ★                             |          |
| 9    | 岳楓     | 1909－1999 | 導演                 | | ★                             |          |
| 10   | 關德興   | 1905－1996 | 演員                 | | ★                             |          |
| 11   | 張活游   | 1910－1985 | 演員                 | | ★                             |          |
| 12   | 吳楚帆   | 1911－1993 | 演員                 | 香港電影金像獎特別紀念獎                                                                                       | ★                             |          |
| 13   | 新馬師曾 | 1916－1997 | 演員                 | | ★                             |          |
| 14   | 白燕     | 1920－1987 | 演員                 | | ★                             |          |
| 15   | 周璇     | 1920－1957 | 演員、歌星           | | ★                             |          |
| 16   | 張瑛     | 1919－1984 | 演員                 | | ★                             |          |
| 17   | 李鐵     | 1913－1996 | 導演                 | | ★                             |          |
| 18   | 胡鵬     | 1909－2000 | 導演                 | | ★                             |          |
| 19   | 任劍輝   | 1913－1989 | 演員                 | 香港電影金像獎戲曲電影百年殿堂大獎                                                                             | ★                             |          |
| 20   | 石堅     | 1913－2009 | 演員                 | 香港電影金像獎專業精神獎                                                                                       | 手印                          |          |
| 21   | 李麗華   | 1924－2017 | 演員                 | 香港電影金像獎終身成就獎                                                                                       | 手印                          |          |
| 22   | 白光     | 1921－1999 | 演員、歌星           | | ★                             |          |
| 23   | 吳回     | 1913－1996 | 導演                 | | ★                             |          |
| 24   | 白雪仙   | 1928－     | 演員                 | 香港電影金像獎終身成就獎                                                                                       | 手印                          |          |
| 25   | 紅線女   | 1927－2013 | 演員                 | | 手印                          |          |
| 26   | 秦劍     | 1926－1969 | 導演                 | | ★                             |          |
| 27   |          | 1930－2017 | 演員                 | | 手印                          |          |
| 28   | 梁醒波   | 1908－1981 | 演員                 | | ★                             |          |
| 29   | 鄧寄塵   | 1912－1991 | 演員                 | | ★                             |          |
| 30   | 鄧碧雲   | 1926－1991 | 演員                 | | ★                             |          |
| 31   | 芳艷芬   | 1926－     | 演員                 | 香港電影金像獎終身成就獎                                                                                       | 手印                          |          |
| 32   | 夏夢     | 1933－2016 | 演員、監製           | | 手印                          |          |
| 33   | 林黛     | 1934－1964 | 演員                 | | ★                             |          |
| 34   | 胡楓     | 1932－     | 演員                 | 香港電影金像獎終身成就獎                                                                                       | 手印                          |          |
| 35   | 尤敏     | 1936－1996 | 演員                 | | ★                             |          |
| 36   | 謝賢     | 1936－     | 演員                 | 香港電影金像獎終身成就獎、香港電影金像獎最佳男主角                                                             | 手印                          |          |
| 37   | 李翰祥   | 1926－1996 | 導演                 | [[File:\|200px]]                                                                                               | ★                             |          |
| 38   | 陸運濤   | 1915－1964 | 電影企業家           | | ★                             |          |
| 39   | 喬宏     | 1927－1999 | 演員                 | 香港電影金像獎最佳男主角                                                                                       | ★                             |          |
| 40   | 林鳯     | 1941－1976 | 演員                 | | ★                             |          |
| 41   | 張徹     | 1923－2002 | 導演                 | 香港電影金像獎終身成就獎                                                                                       | ★                             |          |
| 42   | 楚原     | 1934－2022 | 導演                 | 香港電影金像獎專業精神獎、香港電影金像獎終身成就獎                                                             | 手印                          |          |
| 43   | 胡金銓   | 1931－1997 | 導演                 | | ★                             |          |
| 44   | 凌波     | 1939－     | 演員、歌星           | | 手印                          |          |
| 45   | 陳寶珠   | 1947－     | 演員                 | | 手印                          |          |
| 46   | 蕭芳芳   | 1947－     | 演員                 | 香港電影金像獎最佳女主角、香港電影金像獎終身成就獎                                                             | 手印                          |          |
| 47   | 馮寶寶   | 1954－     | 演員                 | 香港電影金像獎最佳女配角                                                                                       | 手印                          |          |
| 48   | 王羽     | 1944－2022 | 演員                 | | 手印                          |          |
| 49   | 狄龍     | 1946－     | 演員                 | 香港電影金像獎最佳男配角                                                                                       | 手印                          |          |
| 50   | 姜大衛   | 1947－     | 演員                 | | 手印                          |          |
| 51   | 何冠昌   | 1925－1998 | 電影企業家           | 香港電影金像獎終身成就獎                                                                                       | ★                             |          |
| 52   | 鄒文懷   | 1927－2018 | 電影企業家           | 香港電影金像獎致敬、香港電影金像獎終身成就獎                                                                   | ★                             |          |
| 53   | 李小龍   | 1940－1973 | 演員                 | 香港電影金像獎致敬、香港電影金像獎世紀之星                                                                     | ★                             |          |
| 54   | 吳思遠   | 1944－     | 導演、監製           | 香港電影金像獎終身成就獎                                                                                       | 手印                          |          |
| 55   | 許冠文   | 1942－     | 演員、導演           | 香港電影金像獎最佳男主角、香港電影金像獎終身成就獎                                                             | 手印                          |          |
| 56   | 許冠傑   | 1948－     | 演員、歌星           | 香港電影金像獎最佳電影歌曲                                                                                     | 手印                          |          |
| 57   | 林青霞   | 1954－     | 演員                 | | 手印                          |          |
| 58   | 洪金寶   | 1952－     | 導演、演員、動作指導 | 香港電影金像獎最佳男主角、香港電影金像獎最佳動作設計                                                           | 手印                          |          |
| 59   | 成龍     | 1954－     | 演員、導演           | 香港電影金像獎最佳動作設計、香港電影金像獎專業精神獎                                                           | 手印                          |          |
| 60   | 吳宇森   | 1946－     | 導演                 | 香港電影金像獎最佳導演、香港電影金像獎最佳剪接                                                                 | 手印                          |          |
| 61   | 袁和平   | 1945－     | 動作指導、導演       | 香港電影金像獎最佳動作設計、香港電影金像獎專業精神獎                                                           | 手印                          |          |
| 62   | 許鞍華   | 1947－     | 導演                 | 香港電影金像獎最佳導演                                                                                         | 手印                          |          |
| 63   | 徐克     | 1951－     | 導演                 | 香港電影金像獎最佳導演                                                                                         | 手印                          |          |
| 64   | 周潤發   | 1955－     | 演員                 | 香港電影金像獎最佳男主角                                                                                       | 手印                          |          |
| 65   | 張國榮   | 1956－2003 | 演員、歌星           | 香港電影金像獎最佳男主角、香港電影金像獎最佳電影歌曲、香港電影金像獎演藝光輝永恆大獎                           | ★                             |          |
| 66   | 劉德華   | 1961－     | 演員、歌星           | 香港電影金像獎最佳男主角、香港電影金像獎最佳原創電影歌曲、香港電影金像獎最佳男配角                             | 手印                          |          |
| 67   | 李連杰   | 1963－     | 演員                 | 香港電影金像獎最佳男主角                                                                                       | 手印                          |          |
| 68   | 張曼玉   | 1964－     | 演員                 | 香港電影金像獎最佳女主角                                                                                       | 手印                          |          |
| 69   | 梅艷芳   | 1963－2003 | 演員、歌星           | 香港電影金像獎最佳女配角、香港電影金像獎最佳女主角、香港電影金像獎最佳電影歌曲、香港電影金像獎演藝光輝永恆大獎 | ★                             |          |
| 70   | 梁朝偉   | 1962－     | 演員、歌星           | 香港電影金像獎最佳男配角、香港電影金像獎最佳男主角、香港電影金像獎最佳原創電影歌曲                             | 手印                          |          |
| 71   | 楊紫瓊   | 1962－     | 演員                 | 奧斯卡金像獎最佳女主角                                                                                         | 手印                          |          |
| 72   | 王家衛   | 1958－     | 導演                 | 香港電影金像獎最佳導演、香港電影金像獎最佳編劇                                                                 | 手印                          |          |
| 73   | 周星馳   | 1962－     | 演員、導演           | 香港電影金像獎最佳男主角、香港電影金像獎最佳導演                                                               | 嘉許至今 拒絕留下手印         |          |

### 2005年11月宣佈新增的藝人名單
| 編號 | 名字   | 描述                                                                                               | 牌匾                  | 牌匾照片 |
| ---- | ------ | -------------------------------------------------------------------------------------------------- | --------------------- | -------- |
| 74   | 紫羅蓮 | 已故 著名演員，50年代自組電影公司，並自編自導自演                                                  | 手印                  |          |
| 75   | 林家聲 | 已故 粵劇名伶，致力向外推廣粵劇                                                                    | 手印                  |          |
| 76   | 王天林 | 已故 著名電影導演、演員、電視劇監製                                                                | 手印                  |          |
| 77   | 鮑方   | 已故 著名演員、導演；曾於影、視雙棲發展                                                            | 手印                  |          |
| 78   | 劉家良 | 已故 著名武術指導及導演，由武指升任導演第一人 香港電影金像獎最佳動作指導、香港電影金像獎終身成就獎 | 手印                  |          |
| 79   | 石慧   | 演員 粵語片演員                                                                                    | 手印                  |          |
| 80   | 傅奇   | 演員、行政人員、監製 曾主演多套粵語片，80年代任職銀都機構的總經理                                  | 手印                  |          |
| 81   | 葛蘭   | 演員 華語歌舞片演員                                                                                | 嘉許至今 仍未留有手印 |          |
| 82   | 嘉玲   | 已故 粵語片演員                                                                                    | 手印                  |          |
| 83   | 關山   | 已故 首位在國際影展中獲獎的香港演員                                                                | 手印                  |          |

### 2006年11月宣佈新增的藝人名單
| 編號 | 名字   | 描述                                                                    | 牌匾 | 牌匾照片 |
| ---- | ------ | ----------------------------------------------------------------------- | ---- | -------- |
| 84   | 羅維   | 已故導演； 曾執導多套由李小龍主演的電影，掀起功夫片熱潮                 | ★    |          |
| 85   | 唐佳   | 已故武術指導、動作演員； 曾為多套邵氏電影擔任武指。                     | 手印 |          |
| 86   | 倪匡   | 已故劇作家； 曾創作三百多個電影劇本； 香港電影金像獎終身成就獎得主。    | ★    |          |
| 87   | 黃霑   | 已故著名音樂創作人； 曾獲金像獎最佳電影配樂及最佳原創電影歌曲。         | ★    |          |
| 88   | 麥嘉   | 演員、導演、監製、編劇 金像獎最佳男主角得主。                           | 手印 |          |
| 89   | 曾志偉 | 導演、演員、監製； 金像獎最佳男主角、最佳男配角得主。                   | 手印 |          |
| 90   | 張叔平 | 美術指導、服裝設計師； 曾獲金像獎最佳美術指導、最佳服裝設計獎及最佳剪接 | 手印 |          |
| 91   | 梁家輝 | 演員； 金像獎最佳男主角得主。                                           | 手印 |          |
| 92   | 黃秋生 | 演員； 金像獎最佳男主角、最佳男配角得主。                               | 手印 |          |
| 93   | 張栢芝 | 演員、歌手 金像獎最佳女主角得主。                                       | 手印 |          |

### 2007年6月宣佈新增的藝人名單
| 編號 | 名字   | 描述                                                                  | 牌匾                  | 牌匾照片 |
| ---- | ------ | --------------------------------------------------------------------- | --------------------- | -------- |
| 94   | 黎北海 | 已故 於默片時期曾擔任監製、編導和演員等職位。                         | ★                     |          |
| 95   | 曾江   | 已故演員 參演多套國、粵語片及荷里活電影。                             | 手印                  |          |
| 96   | 張艾嘉 | 演員、編劇、導演、監製 金像獎、金馬獎最佳女主角得主。                 | 手印                  |          |
| 97   | 張學友 | 演員、歌手； 金像獎、金馬獎最佳男配角得主，印度電影節最佳男主角得主。 | 手印                  |          |
| 98   | 劉青雲 | 演員 金像獎、金馬獎最佳男主角得主。                                   | 手印                  |          |
| 99   | 郭富城 | 演員、歌手； 金像獎、金馬獎最佳男主角得主。                           | 手印                  |          |
| 100  | 鞏俐   | 演員 金像獎最佳女主角得主；曾獲威尼斯影展最佳女演員獎。               | 嘉許至今 仍未留有手印 |          |
| 101  | 黎明   | 演員、歌手 金馬獎最佳男主角。                                         | 手印                  |          |

### 2012年8月宣佈新增的藝人名單
| 編號 | 名字   | 描述                                                                              | 牌匾 | 牌匾照片 |
| ---- | ------ | --------------------------------------------------------------------------------- | ---- | -------- |
| 102  | 葉德嫻 | 演員、歌手 金像獎、金馬獎最佳女主角、最佳女配角得主；曾獲威尼斯影展最佳女演員獎。 | 手印 |          |
| 103  | 任達華 | 演員 金像獎最佳男主角得主。                                                       | 手印 |          |
| 104  | 惠英紅 | 演員 金像獎、金馬獎最佳女主角、最佳女配角得主。                                   | 手印 |          |
| 105  | 劉嘉玲 | 演員 金像獎最佳女主角得主。                                                       | 手印 |          |
| 106  | 古天樂 | 演員 金像獎最佳男主角得主。                                                       | 手印 |          |
| 107  | 謝霆鋒 | 演員、歌手 金像獎最佳男主角、最佳男配角得主。                                     | 手印 |          |

### 2019年1月宣佈新增的藝人名單
| 編號 | 名字   | 描述                                        | 牌匾 | 牌匾照片 |
| ---- | ------ | ------------------------------------------- | ---- | -------- |
| 108  | 葉童   | 演員 金像獎最佳女主角得主、最佳女配角得主。 | 手印 |          |
| 109  | 鄭裕玲 | 演員、主持； 金像獎、金馬獎最佳女主角得主。 | 手印 |          |
| 110  | 袁詠儀 | 演員 金像獎最佳女主角得主。                 | 手印 |          |
| 111  | 吳君如 | 演員 金像獎最佳女主角得主。                 | 手印 |          |
| 112  | 羅蘭   | 演員 金像獎最佳女主角得主。                 | 手印 |          |
| 113  | 鮑起靜 | 演員 金像獎最佳女主角得主。                 | 手印 |          |
| 114  | 楊千嬅 | 演員、歌手； 金像獎最佳女主角得主。         | 手印 |          |
| 115  | 毛舜筠 | 演員 金像獎最佳女主角得主、最佳女配角得主。 | 手印 |          |

## 塑像
星光大道放置多尊造型塑像，包括位於入口處高6米的香港電影金像獎銅像、位於大道中段以電影拍攝情況為題材的系列塑像（包括導演、攝影師、燈光師及收音師）。2005年11月27日，一尊兩米高，按照電影《龍爭虎鬥》造型的李小龍銅像在星光大道揭幕，以紀念李小龍65歲冥壽。2011年，添置了香港動畫代表作品麥兜──銅像（伴有麥兜手印在旁），以表揚動畫電影對香港電影界別的貢獻。2014年7月18日，「香港的女兒梅艷芳」銅像被豎立，以表彰梅艷芳畢生的卓越成就，及她為香港社會所帶來的貢獻。梅艷芳的像由雕塑家曹崇恩所製作，整座銅像高約兩米，基石刻有劉德華以書法親題的「香港女兒梅艷芳」。
到2019年重開後，銅像增設AR（擴增實境）功能，遊人下載應用程式後，便可與影像現場合照。現時香港電影金像獎銅像設於文化中心一邊的入口，而李小龍銅像、麥兜銅像及香港女兒梅艷芳銅像則設於近尖東的入口，而以電影拍攝情況為題材的系列塑像（包括導演、攝影師、燈光師及收音師）仍放在星光花園面向Victoria Dockside的平台，部分手印也仍放在星光花園內。

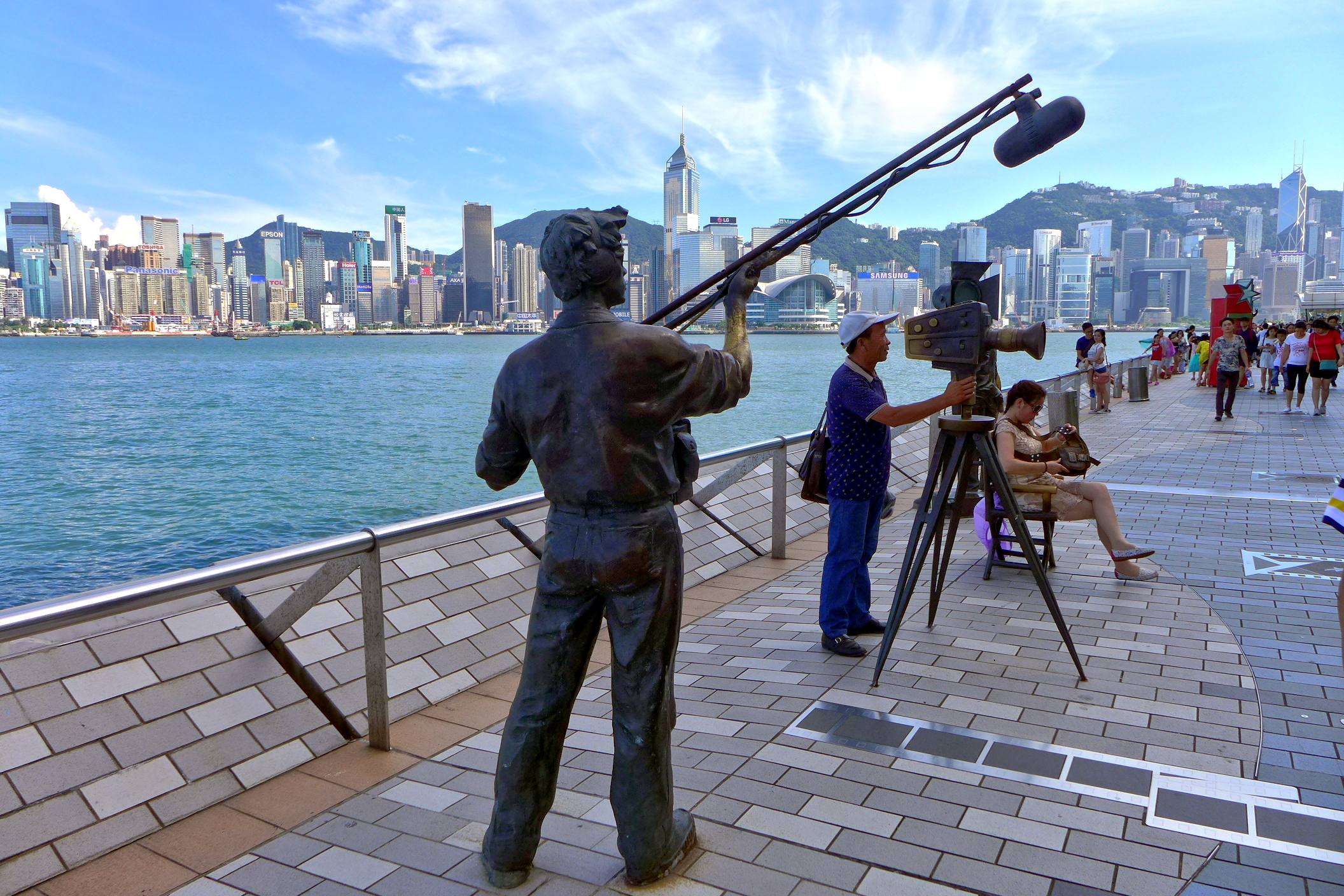
香港星光大道系列塑像
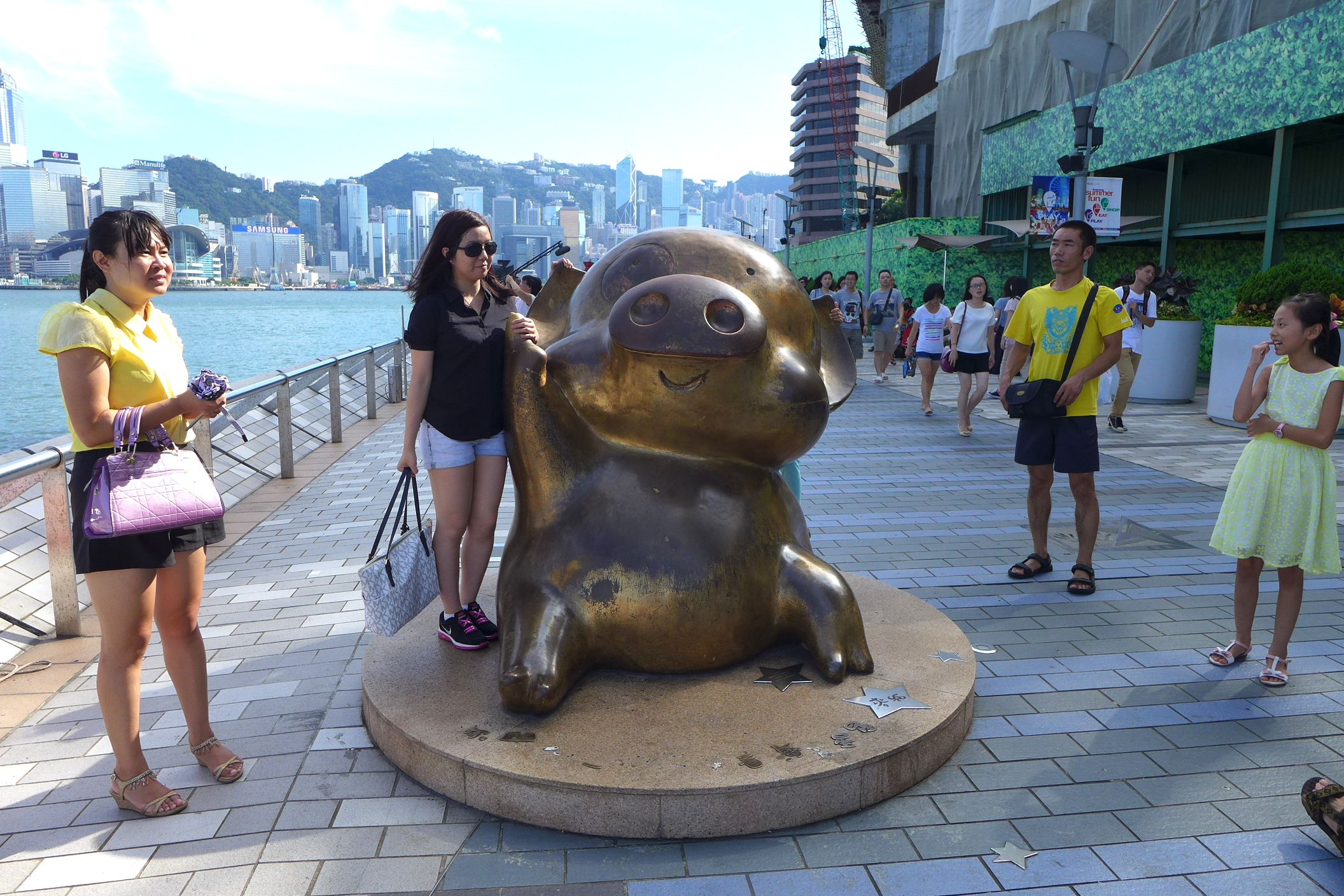
麥兜塑像
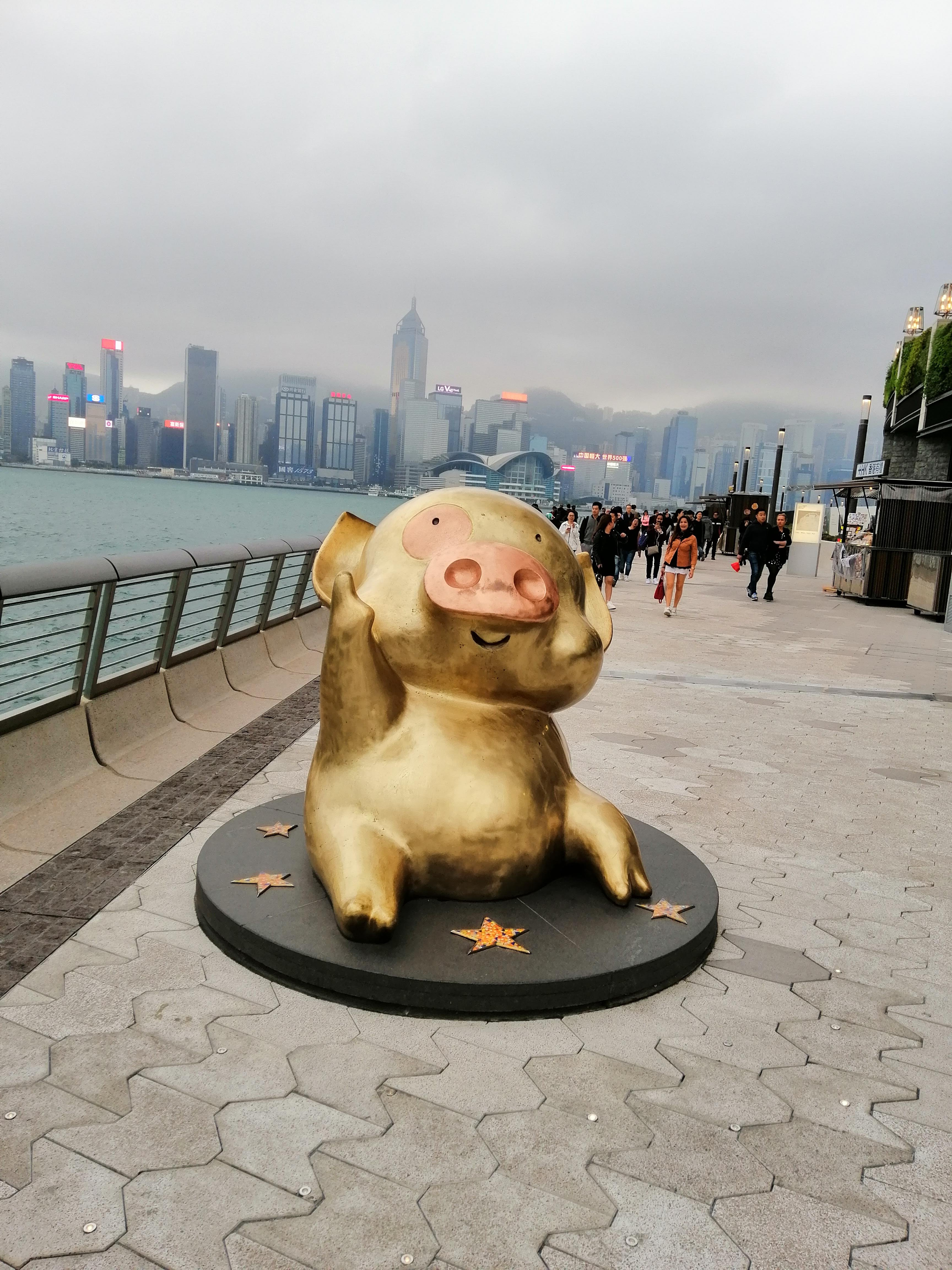
麥兜塑像（2019年）
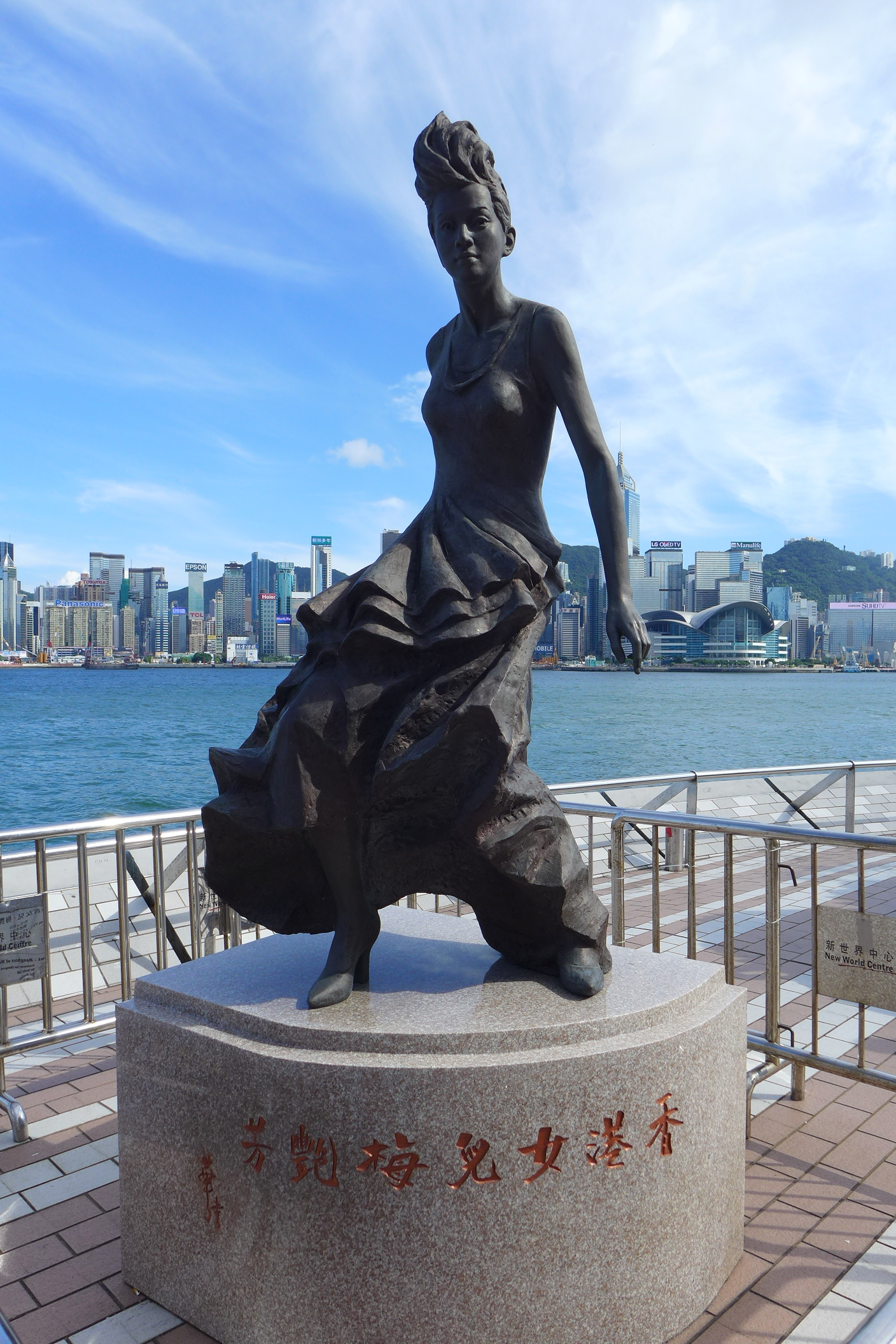
梅艷芳銅像

## 其他設施

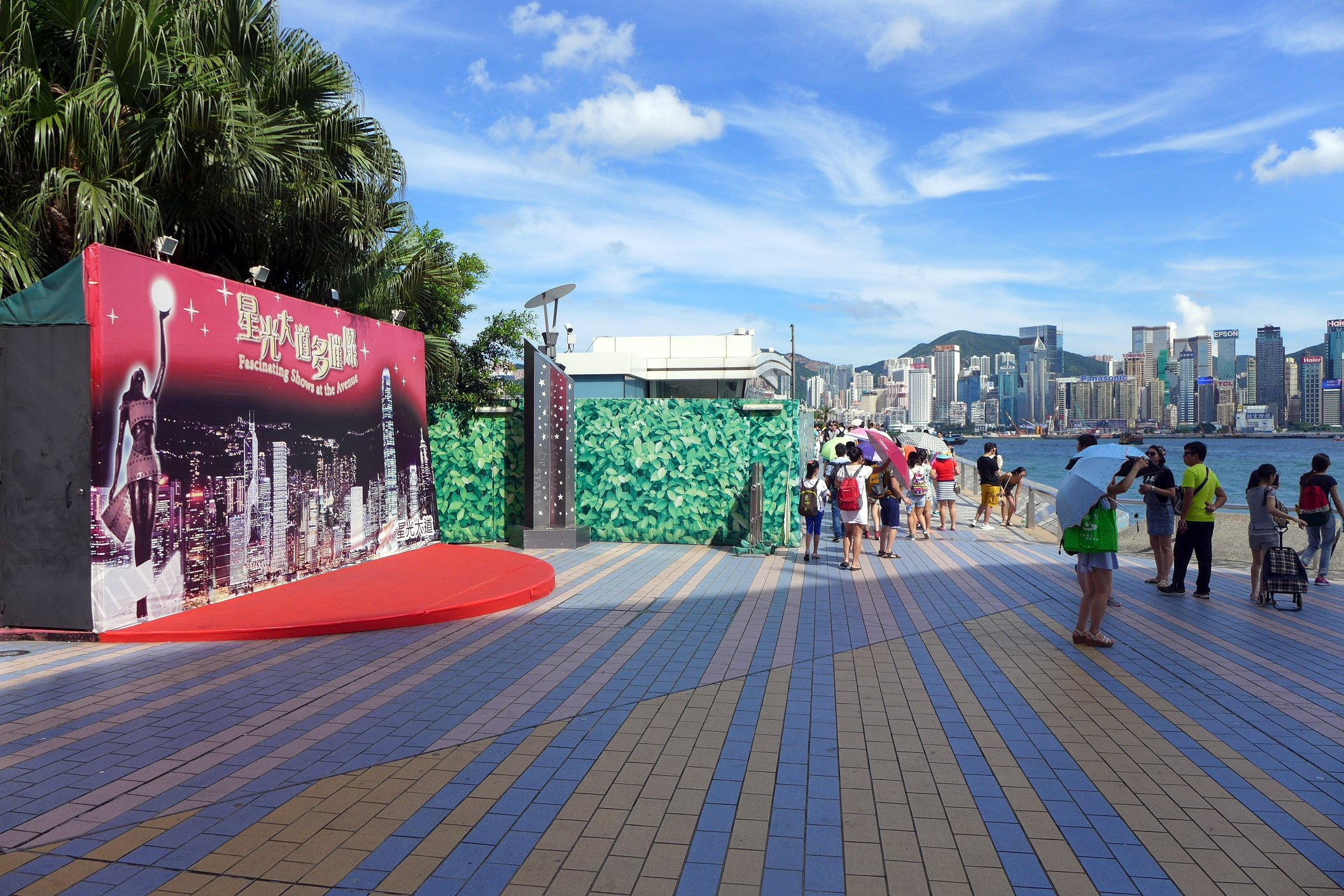
星光大道入口設表演舞台，晚上會有表演

星光大道設有2個紀念品銷售站與4個流動銷售站，提供各式小食及特色紀念品售賣服務。

## 批評
2011年8月，美國有線新聞網絡旗下一個網站評選出世界各地令人失望的12個景點，香港的星光大道排第2位，評論稱星光大道缺乏舒適的休息區，隨處可見搖着旗子的中國導遊與遊客，同時亦被指零售檔位太多，並稱「來到此地的感覺就像是噴嚏打不出來一樣不舒服」。香港旅發局隨後回應表示，於2009年至2010年所進行的旅客調查得出，星光大道是香港最多人遊覽的景點，甚少收到旅客投訴。於同年10月26日，商務及經濟發展局局長蘇錦樑表示，當局會研究在尖沙嘴海濱花園內增加設置休息座位等設施，亦會加強星光大道的管理，監察控制非法經營的攤檔，以免遊客受到騷擾。同時，旅遊發展局與星光大道管理公司研究在節日期間，為星光大道進行粉飾布置，以增添該處的節慶氣氛。

## 活化計劃風波

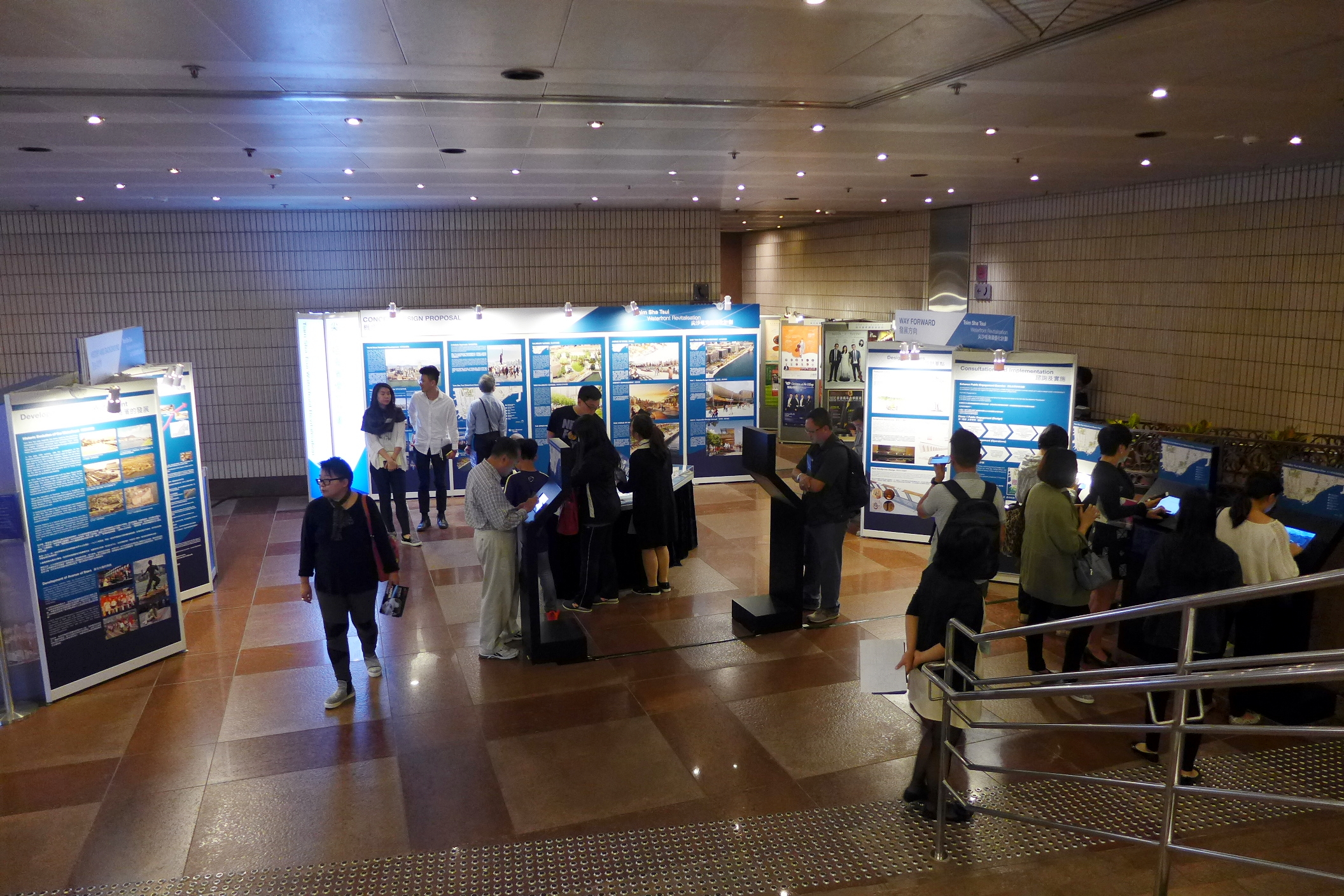
康文署於10月26日至11月6日在尖沙嘴文化中心舉辦展覽和問卷調查

2015年7月，政府康樂及文化事務署未經公開招標，私下與發展商新世界發展向城規會提交申請，活化及擴建尖沙咀海濱花園及星光大道。工程將分階段進行，活化需時7年，而活化後海濱長廊闊度大致不變，為4.7至12.9米，但其中一處因加裝了樓梯，會由現時7.5米闊減至5米，而該處餐飲設施將大增，設多間餐飲設施。另外，工程範圍涉及363棵樹，期間會斬72棵樹，僅41棵獲原址保留。多個團體不滿過程無公開招標，質疑有利益輸送之嫌，不排除提出司法覆核。城規會收到300多份意見書，當中逾9成反對，只有9份支持計畫。不過，規劃署就表示多個部門力撐計劃後，不會反對有關申請。規劃署署長凌嘉勤亦反駁反對聲音，指城規會審議時已考慮市民的關注，強調經營者身份並非考慮因素。
到8月21日，城規會通過有關申請，但加入十項附加條款，包括其中一段行人通道要維持原有闊度，又建議縮短工程所需三年關閉期的時間。計劃獲批後，新世界會得到20年管理合約，至2035年，並成立一個非牟利機構統一管理，項目如有盈餘會全數撥歸政府。

### 公眾諮詢形式被指欠缺透明度
其後，康文署聲稱加強公眾諮詢，為期僅12日。唯當局於9至10月舉辦聚焦小組只邀請主要持份者和專業團體出席，並採用閉門會議形式進行。會議前夕，數名維港海濱關注組成員到文化中心請願，不滿康文署黑箱作業，與發展商私相授受。而網站亦只簡單介紹改建方案，部份重要資訊，如計劃圖則、各種用地面積等資料均欠奉，連星光大道會封閉3年施工亦未有提及。康文署只表示於10月26日至11月6日在尖沙嘴海濱等地舉辦展覽和問卷調查，未有計劃舉辦大型公眾諮詢會。

### 康文署修訂海濱優化計劃

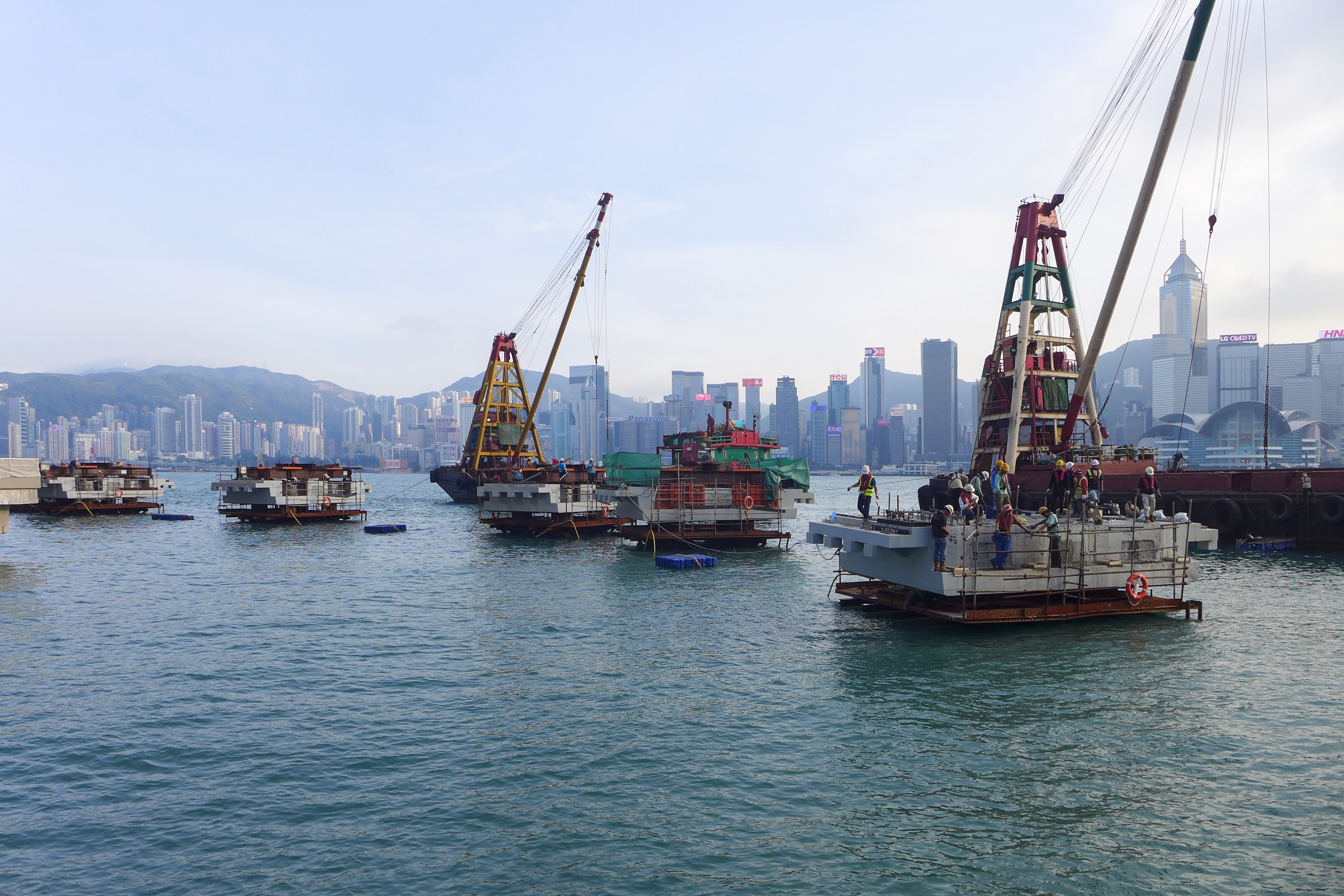
正進行改建中的香港星光大道（2017年12月）

到2016年2月17日，康文署發言人表示，根據2015年9月至11月舉行的公眾參與活動所收集的意見，絕大多數受訪者希望該處盡量減少興建構築物，決定修訂尖沙咀海濱優化計劃，採取以簡約為原則的設計方案，不建電影館及餐飲設施，讓大眾可以在一個更寛敞的空間漫步。
新修訂的設計方案由世界著名園境建築師James Corner設計，原本在地面的巨星掌印改為放置在木製的扶手欄杆上，方便遊人拍照外，更可透過AR技術與巨星合照。而原有的多個被鐵馬分隔的明星銅像亦改為放置在流水階梯上。
計劃同時大量增加遮蔭設施、不同類型的戶外座位，以及綠化空間。星光大道旁的水面會加設音樂噴泉及小型水上舞台，音樂噴泉於2020年10月13日安裝正進行測試。場內亦設一個由香港年青設計團隊laab設計，由「美樂士多」營運的美食亭和七部流動銷售車。包括「好茶養生」、紙藝精品「POSTalk」，「微影」和出售李小龍紀念品及星光大道限定的禮品或食品。
工程原計劃於2018年第3季竣工並重新開放，較原定時間早了1季。但由於工程進度稍為緩慢，最後延遲到2019年1月31日重開。

### 失色

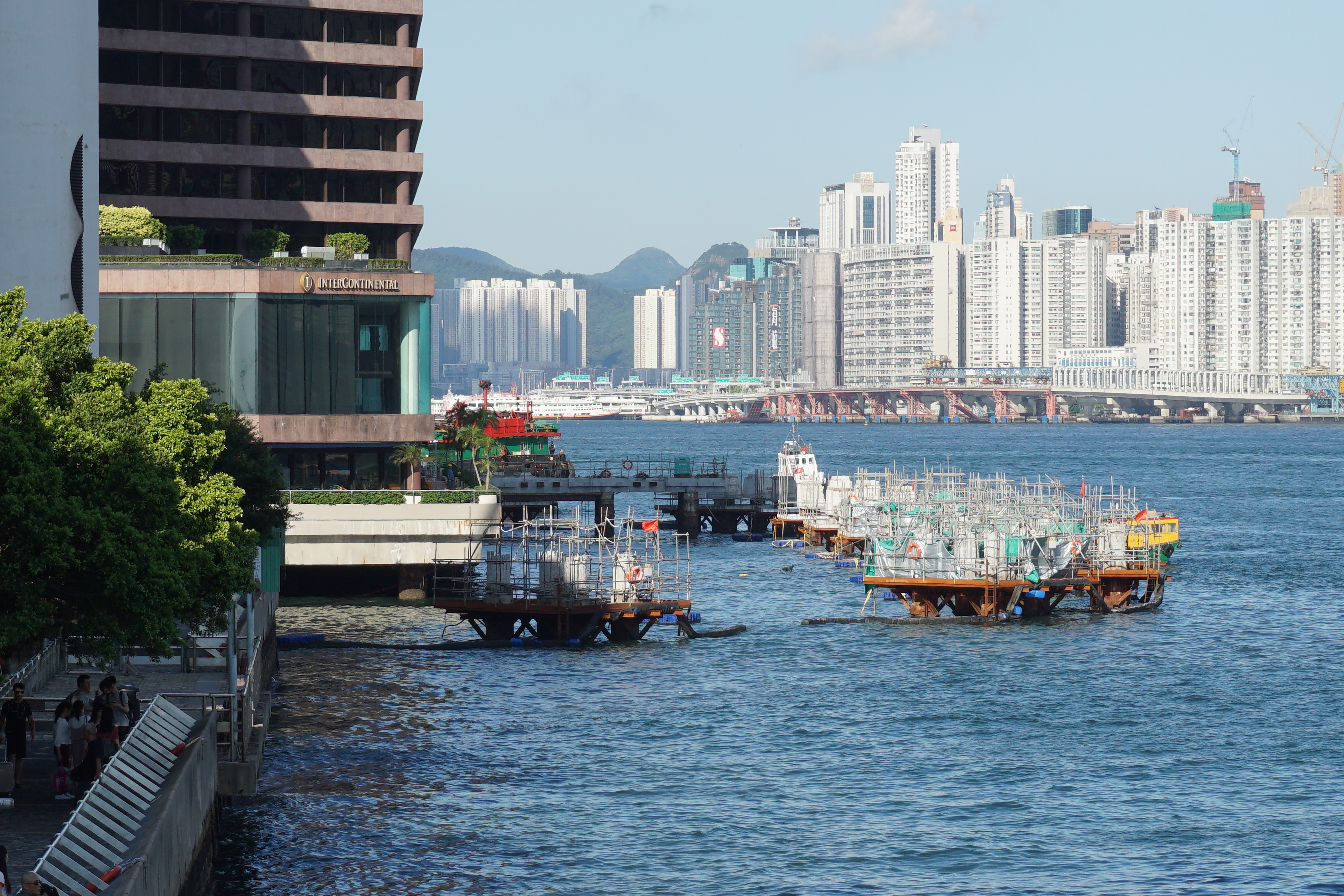
從這張照片顯示，香港星光大道沒有進行任何翻新（2017年6月）

近日網上有人建議，將星光大道再度翻新。星光大道經第一次翻新實際是完全沒有進行任何工程，只是將視覺優化。本次翻新包括調節尖沙咀段視野，在尖沙咀可飽覽360市區及維港景觀，目前星光大道不能看見ICC環球貿易廣場及朗豪坊等市區建築，以及連接至前九廣鐵路的車站（包括紅磡、旺角東、九龍塘、大圍、沙田、火炭、馬料水，並以大埔墟為總站），目前雖然未動工，目前的星光大道相對近商場K11 Musea，遭商場投訴星光大道音樂的噪音問題，其中一段更可偷拍麗晶酒店房間內部，侵犯住客私隱。

## 外部連結
- 星光大道官方網頁 （页面存档备份，存于）
- 星光大道 （页面存档备份，存于）
- 尖沙咀的星光大道地圖 （页面存档备份，存于）
- 香港星光大道相片 （页面存档备份，存于）
- 香港星光大道 （页面存档备份，存于）
- 優化尖沙咀海濱計劃